# Sciota lucipetella
Sciota lucipetella is een vlinder uit de familie snuitmotten (Pyralidae). De wetenschappelijke naam is voor het eerst geldig gepubliceerd in 1978 door Jalava.
De soort komt voor in Europa.